# Cantonul Liévin-Sud
Cantonul Liévin-Sud este un canton din arondismentul Lens, departamentul Pas-de-Calais, regiunea Nord-Pas-de-Calais, Franța.

## Comune
| Comune             | Populație (1999) | Cod poștal | Cod INSEE |
| ------------------ | ---------------- | ---------- | --------- |
| Angres             | 4 469            | 62143      | 62032     |
| Éleu-dit-Leauwette | 3 107            | 62300      | 62291     |
| Liévin             | 33 427 (1)       | 62800      | 62510     |